# Trận Puebla
Bản mẫu:Campaignbox French intervention in Mexico
Trận Puebla diễn ra vào ngày 5 tháng 5 năm 1862 gần thành phố Puebla trong cuộc can thiệp của Pháp vào México. Trận đánh kết thúc với chiến thắng của Quân đội México trước quân xâm lược Pháp, buộc quân Pháp phải bỏ chạy. Quân Pháp sẽ đánh bại quân México trong những trận đánh sau đó, nhưng chiến thắng Puebla của quân México trước một đội quân lớn và được trang bị tốt hơn hẳn của Pháp đã lên dây cót cho sĩ khí quân đội México và cũng trì hoãn bước tiến của người Pháp vào Thành phố México.
Trận Puebla được xem là thắng lợi quân sự lớn nhất của México, và là biểu tượng cho tình đoàn kết cùng với chủ nghĩa yêu nước của người México. Mỗi năm, họ làm lễ mừng chiến thắng Puebla vào ngày 5 tháng 5. Việc kỷ niệm trận thắng mang tính chất vùng miền tại México, chủ yếu là ở bang Puebla, nơi ngày lễ được tổ chức với cái tên "Ngày Trận Puebla" (El Día de la Batalla de Puebla). Ở các miền đất khác của nước này, ngày lễ này cũng được một số sự công nhận hạn chế. Đây vẫn là một ngày lễ phổ biến ở Hoa Kỳ, nơi nó được tổ chức hàng năm với tên gọi Cinco de Mayo.